# Оксфордський словник Візантії
Оксфордський словник Візантії (англ. The Oxford Dictionary of Byzantium, скорочено ODB) — тритомний історичний словник, опублікований в червні 1991 року видавництвом Оксфордського університету. Містить всебічну інформацію про Візантійську імперію. Головний редактор — О. П. Каждан.

## Опис
Словник доступний як в друкованому вигляді, так і в електронній версії в «The Oxford Digital Reference Shelf» (за умови реєстрації).
У словнику є понад 5000 статей, що охоплюють всю історію Візантії. Видання містить біографії видатних політичних і літературних діячів, докладні статті на релігійні, соціальні, культурні, юридичні і політичні теми. Культурні теми включають музику, богослов'я і мистецтво. Також розкрито питання військового мистецтва, демографії, освіти, сільського господарства, торгівлі, науки, філософії та медицині.
У словнику понад 200 ілюстрацій, таблиць і мап як довідкового матеріалу для вивчення візантійської цивілізації.